# NGC 5670
NGC 5670 (другие обозначения — ESO 272-19, PGC 52161) — линзообразная галактика (S0) в созвездии Волк.
Этот объект входит в число перечисленных в оригинальной редакции «Нового общего каталога».